# Leinnerhaus

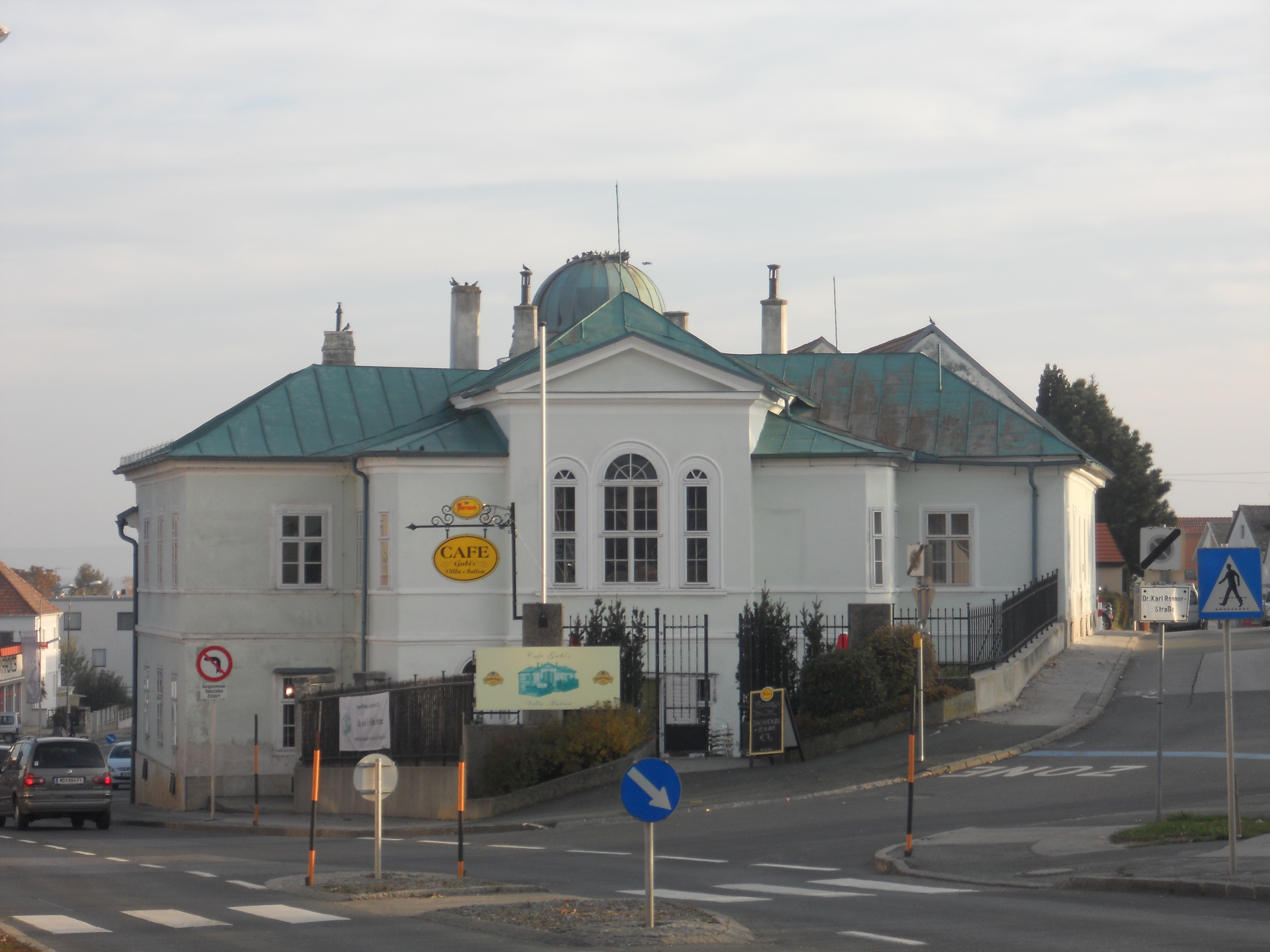
Leinnerhaus (2011)

Das Leinnerhaus in Eisenstadt im Burgenland ist ein Barockbau. Das Gebäude mit der Einfriedungsmauer steht unter Denkmalschutz.
Der dreiflügelige zweigeschoßige barocke Bau hat im Hof im Obergeschoß nord- und südseitig verglaste dreiachsige Lauben. Das Rundbogenportal im Süden zeigt im Keilstein mit Rocailledekor ein Wappen mit Weinhauerwerkzeug und die Jahreszahl I.S. 1769. Im Osten ist ein Relieftondo. Die Nordfront hat einen Giebelrisalit mit einem dreiteiligen Rundbogenfenster.
1816 ersteigerte der pfälzische Weinhändler Karl Straub den sogenannten Pfanschen Stadl, den er 1820 umbaute. 1842 erwarb Michael Leinner das Haus und begann in Eisenstadt mit Weinhandel. Es wird angenommen, dass 1860 der Saal dazugebaut wurde. Von 1875 bis 1921 war das Leinnerhaus der Sitz des Casinovereins, welcher das Gebäude im Besonderen zur Musikpflege nutzte. Die neu gegründete Staatsbürgerschule begann 1881 im Leinnerhaus mit dem Unterricht. Nach 1918 erwarb die Weinhändlerfamilie Wolf das Gebäude, und von 1926 bis 1938 befand sich mit dem Museumsgründer Sándor Wolf im Leinnerhaus das Landesmuseum Burgenland. Von 1938 bis 1994 wurde das Gebäude als Burgenländisches Landesarchiv genutzt. Von 1946 bis 1951 nutzte die Bauernschule das Gebäude. 1979 wurde das Gebäude mit der Landessternwarte erweitert. Heute (2013) dient das Gebäude als Galerie, Kaffeehaus und Veranstaltungszentrum.